# Kabinett Scharaf
Das Kabinett Scharaf war von dem 3. März 2011 bis zum 22. November 2011 die ägyptische Regierung.
Ihr Vorsitzender Essam Scharaf wurde durch den Obersten Rat der Streitkräfte im Rahmen der Revolution in Ägypten 2011 eingesetzt. Sie löste das Kabinett Schafiq ab und trat aus Protest gegen das Vorgehen des Militärs gegen Demonstranten, kurz vor dem geplanten Start der Parlamentswahlen 2011/2012, zurück. Als Nachfolgekabinett wurde das Zweite Kabinett el-Ganzuri gebildet und die Übernahme der damit verbundenen Ämter veranlasst.

## Aktivitäten
Aufgrund anhaltender Proteste durch die Bevölkerung wegen der Unzufriedenheit über das langsame Fortschreiten von Reformen wurde von Premierminister Essam Scharaf am 17. Juli 2011 eine Kabinettsumbildung durchgeführt, welche mit dem Militärrat abgestimmt war. Dabei wurden 14 Ministerposten neu besetzt. Die Vereidigung der neu Ernannten fand am 21. Juli statt. Das Ministerium für Altertümerverwaltung wurde nicht mehr an dessen Spitzenposition mit einem Minister neu besetzt, sondern vielmehr auf die Stufe einer gewöhnlichen Behörde herabgestuft.
Am 21. November 2011 reichte das gesamte Kabinett Scharaf den Rücktritt ein, der tags darauf angenommen wurde. Grund dafür war das Vorgehen der Armee gegen Demonstranten in der Zeit davor. Kulturminister Emad Badr El-Din Abu Ghazy gab bereits zuvor seinen Rücktritt bekannt.

## Regierungsmitglieder
| Ministerium                                                                | Minister                            | Bemerkung           | Ernannt / Vereidigt | Ernannt von   |
| -------------------------------------------------------------------------- | ----------------------------------- | ------------------- | ------------------- | ------------- |
| Premierminister                                                            | Essam Scharaf                       |                     | 3. März 2011        | Militärrat    |
| Vizepremierminister für politische Entwicklung und demokratischen Übergang | Ali Mohamed Al-Selmy                | [ 2 ] [ 6 ]         | 21. Juli 2011       | Militärrat    |
| Ministerium für Landwirtschaft und Landforderungen                         | Salah Al-Sayed Farag                | [ 2 ] [ 7 ]         | 21. Juli 2011       | Militärrat    |
| Ministerium für Stiftungen nach islamischem Recht                          | Mohamed Abdel Fadil El-Qousy        | [ 2 ] [ 8 ]         | 21. Juli 2011       | Militärrat    |
| Ministerium für Zivilluftfahrt                                             | Loutfy Moustafa Kamal Tawfik        | [ 2 ] [ 9 ]         | 21. Juli 2011       | Militärrat    |
| Ministerium für Kommunikation und Informationstechnologie                  | Mohamed Abdel Qader Salim           | [ 2 ] [ 10 ] [ 11 ] | 21. Juli 2011       | Militärrat    |
| Ministerium für Kultur                                                     | Emad Badr El-Din Abu Ghazy          | [ 11 ] [ 12 ]       | 22. Feb. 2011       | Militärrat    |
| Ministerium für Bildung                                                    | Ahmed Gamal El-Din Moussa           | [ 13 ]              | 26. Jan. 2011       | Husni Mubarak |
| Ministerium für Elektrizität und Energie                                   | Hassan Ahmed Younis                 | [ 14 ]              | 22. Nov. 2001       | Husni Mubarak |
| Staatsministerium für Umweltangelegenheiten                                | Maged George Ilias Ghatas           | [ 15 ]              | 9. Juli 2004        | Husni Mubarak |
| Ministerium für Wirtschaft und Finanzen                                    | Hasim al-Beblawi                    | [ 2 ] [ 16 ]        | 21. Juli 2011       | Militärrat    |
| Außenministerium                                                           | Mohamed Kamel Amr                   | [ 2 ] [ 17 ]        | 21. Juli 2011       | Militärrat    |
| Ministerium für Gesundheit und Bevölkerung                                 | Amr Mohamed Helmy                   | [ 2 ] [ 18 ]        | 21. Juli 2011       | Militärrat    |
| Ministerium für Wohnen, Versorgungsbetriebe und Stadtentwicklung           | Mohamed Fathy Abdel Aziz El-Baradei | [ 19 ] [ 20 ]       | 31. Jan. 2011       | Husni Mubarak |
| Innenministerium                                                           | Mansour Abdel Kerim El-Essawy       | [ 21 ] [ 22 ]       | 6. März 2011        | Militärrat    |
| Justizministerium                                                          | Mohamed Abdel Aziz el-Gendy         | [ 23 ]              | 27. Dez. 2005       | Militärrat    |
| Ministerium für Regionale Entwicklung                                      | Mohamed Ahmed Atiya Ibrahim         | [ 2 ] [ 24 ]        | 21. Juli 2011       | Militärrat    |
| Ministerium für Beschäftigung und Migration                                | Isamel Ibrahim Fahmy                | [ 25 ]              | 22. Feb. 2011       | Militärrat    |
| Verteidigungsministerium                                                   | Mohammed Hussein Tantawi            |                     | 20. Mai 1991        | Husni Mubarak |
| Staatsministerium für Militärproduktion                                    | Ali Ibrahim Sabry                   | [ 2 ] [ 26 ]        | 21. Juli 2011       | Militärrat    |
| Ministerium für Petroleum und mineralische Vorkommen                       | Mohamed Abdalla Mohamed Ghorab      | [ 27 ] [ 28 ]       | 7. März 2011        | Militärrat    |
| Ministerium für Planung und internationale Zusammenarbeit                  | Fayza Mohamed Aboul Naga            | [ 29 ]              | 13. Juli 2004       | Husni Mubarak |
| Ministerium für Forschung, Wissenschaft und Technologie                    | Moataz Mohamed Khorshid             | [ 2 ] [ 30 ]        | 21. Juli 2011       | Militärrat    |
| Ministerium für Pensionen und Soziales                                     | Gouda Abdel Khalek El-Sayed Mohamed | [ 31 ]              | 22. Feb. 2011       | Militärrat    |
| Ministerium für Tourismus                                                  | Mounir Fakhry Abdel Nour            | [ 11 ]              | 22. Feb. 2011       | Militärrat    |
| Ministerium für Handel und Industrie                                       | Mahmoud Abdel Al-Rahman Eissa       | [ 2 ]               | 21. Juli 2011       | Militärrat    |
| Ministerium für Wasservorräte und Bewässerung                              | Hischam Kandil                      | [ 2 ]               | 21. Juli 2011       | Militärrat    |
| Ministerium für Transportwesen                                             | Ali Zein Al-Abdeen Salim            | [ 2 ]               | 21. Juli 2011       | Militärrat    |

| Institution                    | Chef                                                  | Bemerkung | Ernannt / Vereidigt | Ernannt von   |
| ------------------------------ | ----------------------------------------------------- | --------- | ------------------- | ------------- |
| Central Bank of Egypt          | Farouk El Okdah                                       | [ 32 ]    | Dez. 2003           | Husni Mubarak |
| Dschihaz al-Muchabarat al-Amma | Murad Muwafi (arabisch مراد موافي; * 2. Februar 1950) | [ 20 ]    | 31. Jan. 2011       | Husni Mubarak |
| Suez Canal Authority           | Ahmed Ali Fadel                                       | [ 33 ]    | 1996                | Husni Mubarak |